# 梦璃凛
梦璃凛，是日本的游戏原画家，插画家，女性。主要从事美少女游戏的人物设计和原画等工作。2006年起从属于成人游戏公司YUZUSOFT。

## 人物
- 笔名与本名有关。

- 和同公司的原画家小舞一画风相近。

- 以社团的名义参加Comic Market等同人志即卖会。近年多与小舞一的同人社团“茶常”合作同人志。

## 作品

### 游戏原画
ZERO
- 幼稚的女友（2003年10月24日）

Studio Ring
- （2003年12月26日）
- （2004年12月24日）
- （2005年4月15日）

Studio Mebius
- THE GOD OF DEATH（2005年7月29日）

TEAM-EXODUS（同人游戏）
- （2005年12月30日）

YUZUSOFT
- Braban! -The bonds of melody-（2006年7月28日）［角色：水无濑、由貴等］
- E×E（2007年6月1日）［角色：悠、夏希等］
- 夏空彼方（2008年5月23日）［角色：沙沙羅等］
- 天神乱漫 -LUCKY or UNLUCKY!?-（2009年5月29日）［角色：姬、佐奈、涉等］
- NOBLE☆WORKS（2010年12月24日）［角色：濑奈、日向、麻夜、茅明等］
- DRACU-RIOT!（2012年3月30日）［角色：美羽、梓等[1]］
- （2013年7月26日）［角色：夕音、真咲等[2]］
- 魔女的夜宴（2015年2月27日）［角色：寧寧、巡等[3]］
- 千戀＊萬花（2016年7月29日）［角色：茉子、叢雨、蘆花等］
- RIDDLE JOKER（2018年3月30日）［角色：綾瀨、茉優等］
- 星光咖啡館與死神之蝶（2019年12月20日）［角色：夏目、希等］[4]
- 天使☆囂囂 RE-BOOT！（2023年4月28日）〔角色：天音、來海〕

### 插画
- 戰鬥女王蜂！（著：神野正树，富士見書房《Dragon Age Pure》連載）
- 这样算是僵尸吗？（著：木村心一、富士見Fantasia文庫）…与小舞一合作。
- 神器繰刻制御時空（著：田尾典丈、OVERLAP）

### CD封面绘画
- GWAVE 2006 2nd Strike（2007年6月29日）
- Wind☆Voice!!（2007年12月31日）
- GWAVE Love Bullets（2008年12月26日）

## 相关人物
- 小舞一